# Ндамбири, Джозефат
Джозефат Мучири Ндамбири — кенийский бегун на длинные дистанции.
В юношеском возрасте уехал в Японию, и с тех начал выступать на соревнованиях по бегу на шоссе и на дорожке. Окончил университет в городе Рюгасаки. В 2005 году занял 4-е место на полумарафоне в Саппоро с результатом 1:02.10. В этом же году с партнёрами по команде установил мировой рекорд в экидене — 1:57.06. Чемпион Кении 2007 года. На чемпионате мира 2005 года занял 5-е место в беге на 10 000 метров. В 2009 году установил личный рекорд в беге на 10 000 метров — 26.57,36 — это самое быстрое время на этой дистанции, показанное на территории Японии. Занял 7-е место на полумарафоне в Рас-эль-Хайме 2010 года.
Победитель Фукуокского марафона 2011 года — 2:07.36.